# Night of the Proms
Night of the Proms (NOTP) — серии концертов, проводимых ежегодно в Бельгии, Нидерландах, Германии и Испании. Обычно организовываются также выступления во Франции, Австрии, Швейцарии, Люксембурге и странах Скандинавии. Концерты состоят из комбинации поп-музыки и популярной классической музыки (часто совмещенной в одной песне); также в концертах обычно выступают достаточно широко известные музыканты и группы (см. список ниже).
NOTP — крупнейшее ежегодное организованное концертное событие в крытых помещениях в Европе.
Концерты серии NOTP не следует путать с «Last Night of the Proms», который является последним концертом из почти семидесяти концертов классической музыки «BBC Proms», которые проводятся ежегодно в Королевском Альберт Холле в Лондоне.

## История
Серия концертов Night of the Proms была основана двумя бельгийскими студентами, Яном Вереке (en) и Янов ван Эсбрюком (en) в 1985 году. Первый концерт NOTP состоялся в «Sportpaleis» (en), в Антверпене, Бельгия, 19 октября 1985 года. Сегодня концерты организует «PSE Belgium» (Promotion for Special Events), которой руководят Jan Vereecke и Jan Van Esbroeck. Для организации концертов за пределами Бенилюкса, компания PSE сотрудничает с местными промоутерами (Dirk Hohmeyer в Германии, «GPE Producciones» в Испании и т. д.).
В Германии выступления проходят под названием the Nokia Night of the Proms, так как компания Нокиа является их главным спонсором, в Бельгии — Heineken Night of the Proms и т. д.

## Музыканты и участники
- Оркестр: Il Novecento (с 1991 года)
- Дирижёр: Роберт Грослот (с 1991 года)
- Хор: Fine Fleur (1995—2007 и 2009); Harlem Gospel Choir (2008)

| - 10CC (2008) - Abel (2000) - Ace of Base (2005) - Oleta Adams (1996) - Adiemus (Karl Jenkins) (2001) - Laith Al-Deen (2001 & 2007) - Alphaville (2002) - Anggun (2006) - Ole Edvard Antonsen (1998) - Tina Arena (2006) - Chimène Badi (2005) - Manuel Barrueco (1994) - Petra Berger (2002) - Björn Again (1994) - Даниэль Блументаль (1991) - Колин Бланстоун (1993) - Andrea Bocelli (1995) - Frank Boeijen (1993 & 2005) - Marco Borsato (2001, 2002 & 2003) - Angelo Branduardi (1986) - Гэри Брукер (Procol Harum) (1993) - James Brown (2004) - Belinda Carlisle (1994) - Paul Carrack (Mike and the Mechanics) (2007) - Rosa Cedron (2007) - Chic (Nile Rodgers) (2007 & 2009) - Chico and the Gypsies (2005, 2006 & 2007) - Natalie Choquette (1999 & 2004) - City to City (1999) - Clouseau (1995, 1999, 2000, 2002, 2003 & 2004) - Joe Cocker (1992, 1996 & 2004) - Coolio (1997,2000) - Beverley Craven (1991) - Randy Crawford (1991 & 2003) - Kid Creole & the Coconuts (2007) - Cutting Crew (Nick Van Eede) (2002) - Nicole Croisille (1990) - Christopher Cross (1992) - Roger Daltrey (The Who) (2005) - Damian (2004 & 2005) - Kiki Dee (2002) - De Kast (1999) - Ilse DeLange (2003) - Michel Delpech (2003) - Sharon Den Adel (Within Temptation) (2009) - Dennis DeYoung (Styx) (2008) - Крис де Бург (2001) - Boudewijn de Groot (1995) - Rob De Nijs (2001 & 2002) - Luc De Vos (Gorki) (2005) - Di-Rect (2007) - Die Prinzen (1996) - DJ Bobo (2004) - William Dunker (2008) - Emilia (1999) - En Vogue (2003) - Lara Fabian (2006 & 2007) - Faudel (2006) - Bryan Ferry (Roxy Music) (1995) - Katichiri Feys (2008) | - Patrick Fiori (2004) - The Flying Pickets (1990) - Foreigner (2002) - Martin Fry (ABC) (2001) - Galileo (2003 & 2008) - Art Garfunkel (Simon and Garfunkel) (1987 & 1989) - David Garrett (2002 & 2003) - Robin Gibb (The Bee Gees) (2008) - Macy Gray (2007) - Robert Groslot (1987) - Tony Hadley (Spandau Ballet) (1996 & 2004) - Steve Harley (Cockney Rebel) (1991) - Deborah Harry (Blondie) (1997) - Murray Head (2007) - Heaven 17 (2009) - Tom Helsen (2008) - Tony Henry (2006 & 2007) - Roger Hodgson (Supertramp) (1991, 1995 & 2004) - Höhner (1998, только в Кёльне, Германия) - Chrissie Hynde (The Pretenders) (2000) - Igudesman & Joo (2008 & 2009) - I Muvrini (2006 & 2007) - INXS (2003) - Ruth Jaccot (2006) - Al Jarreau (1995) - Дженифер (2006) - Ховард Джонс (2000) - Katona Brothers (2009) - Mark King (Level 42) (1998) - Dani Klein (Vaya Con Dios) (1996) - Peter Koelewijn (1998) - De Kreuners (2003) - Roby Lakatos (2007) - Thé Lau (2005) - Cyndi Lauper (2004) - Jo Lemaire (1997) - Gérard Lenorman (2001, 2004 & 2009) - Huey Lewis (2003) - Live (2008) - Manfred Mann & Chris Thompson (2005) - Wayne Marshall (1997) - Mimie Mathy (2006) - Michael McDonald (Doobie Brothers) (2002) - Theo Mertens (1986, 1989 & 1992) - Erik Mesie (Toontje Lager) (2008) - Stijn Meuris (1999) - Meat Loaf (2001) - Paul Michiels (1996, 1999; and 2007 as Soulsister with Jan Leyers) - John Miles (since 1985) - Alison Moyet (2009) - Münchener Freiheit (1998) - Natalia (2003 & 2005) - Nena (2000) - Vincent Niclo (2006) - Nubya (2005) - Sinéad O'Connor (2008) - Mike Oldfield (2006 & 2007) - OMD (2006 & 2008) - Florent Pagny (2003) | - Alan Parsons (1990, 1997, 2008 & 2009) - Pointer Sisters (2002 & 2004) - Luc Ponet (1993) - PUR (2007) - Purple Schultz (1999) - Roxette (2009) - Rose Royce (2001) - Barry Ryan (1993) - Kid Safari (1998) - Alessandro Safina (2000) - Safri Duo (2005) - Harry Saksioni (1986) - Emma Schmidt (1987) - Seal (2005) - Shaggy (2004) - Emma Shapplin (1998) - Simple Minds (1997, 2002 & 2008) - Soulsister (2007) - Kamiel Spiessens (1996) - Lisa Stansfield (1998) - Status Quo (1999 & 2003) - Jasper Steverlinck (2006) - Al Stewart (1988) - Sting (1993) - Miriam Stockley (2006) - Konstantin Stoianov (1988) - Natasha St-Pier (2005) - Donna Summer (2005 & 2007) - Tears For Fears (2006, 2007 & 2008) - Henk Temming (Het Goede Doel) (1998) - Texas (2006) - Toots Thielemans (1985 & 2009) - Ana Torroja (Mecano) (2007) - Total Touch (1997) - Toto (1994 & 2003) - Will Tura (1993 & 2000) - Ike Turner (2006) - Twarres (2002) - Bonnie Tyler (2001 & 2002) - UB40 (2000 & 2006) - Udo (2006) - Midge Ure (Ultravox) (2005, 2008 & 2009) - Liebrecht Vanbeckevoort (2007) - Van Dik Hout (2004) - Raymond van het Groenewoud (1992 & 2000) - Thijs van Leer (Focus) (1985) - Wendy Van Wanten (1998) - Johan Verminnen (1999) - Roch Voisine (2004) - Jennifer Warnes (1992) - Wet Wet Wet (1998) - Benny Wiame (1992) - Kim Wilde (2008) - Christophe Willem (2007) - Cunnie Williams (2003) - Xuefei Yang (2003) - Paul Young (1994 & 1997) - Guo Yue (1996) - Julie Zenatti (2003) - Zucchero (1999, 2004 & 2005) - Anastacia(2012) |